# Хойма (стадион)
Стадион Хойма (Стадионом Фуфа Руджумба Хойма. англ. Hoima) — стадион, строящийся в Уганде. Стадион будет использован во время футбольного турнира Кубок африканских наций 2027 года. Стадион является одним из трёх стадионов, которые правительство Уганды планирует использовать во время футбольного матча, который будет проводиться совместно Кенией, Танзанией и Угандой.

## Расположение
Стадион находится в городе Хойма, который расположен в субрегионе Буньоро, в Западном регионе Уганды.
Общая площадь стадиона составляет 14 гектара (0,14 км²) . Из них 4 гектара (0,04 км²) были пожертвованы наследниками покойного доктора Руджумбы. Ещё 4 гектара были проданы Федерации футбольных ассоциаций Уганды (FUFA) теми же наследниками. Оставшиеся 6 гектаров (0,06 км²) были куплены Национальным советом по спорту Уганды.

## Краткая информация
Стадион «Хойма» в первую очередь предназначен для футбольных матчей, но также будет использоваться для проведения соревнований по другим видам спорта, включая лёгкую атлетику.
В сентябре 2023 года Африканская конфедерация футбола (CAF) объявила, что заявка Восточной Африки Памоджа от Кении, Уганды и Танзании на проведение Кубка африканских наций 2027 года была одобрена. Эта заявка обошла другие заявки от других стран, включая Алжир, Египет, Ботсвану, Сенегал и Нигерию.
На этапе торгов Футбольная ассоциация Уганды предложила несколько вариантов для проведения матчей. Среди них были стадион «Намбул» в Кампале, стадион «Биханга» в Форт-Портале, стадион «Акии Буа» в Лире и стадион «Хойма». В качестве тренировочных площадок были предложены Международная школа Кампалы в Уганде (KISU), стадион «Накивубо», стадион «Мутэса II» в Ванкулукуку, стадион «Денвер Годвин» и стадион «Сент-Мэри» в Китенде.

## Строительство
До начало строительства
Поскольку FUFA получила право собственности на участок земли, где будет создана инфраструктура, правительство Уганды планирует начать строительство в 2024 году. Для этого необходимо завершить разработку архитектурных планов и провести экологические исследования.
В январе 2024 года в угандийских СМИ появилась информация о том, что право собственности на землю, где будет построен стадион, перешло к Национальному совету по спорту Уганды. Это связано с тем, что правительство не имеет права строить на частной территории.
Для строительства стадиона была выбрана международная строительная компания Summa из Турции.
В июне 2024 года в Государственном доме Накасеро в Кампале был подписан контракт на строительство между Summa Construction Inc и Национальной строительной корпорацией Уганды.
Строительство
Строительство началось в августе 2024 года. По прогнозам строительство должно завершиться в декабре 2025 года.